# Archibald Luker
Archibald Leonard Luker (ur. 1917, zm. 1971) – angielski duchowny anglikański i nauczyciel, autor słów do Dear Land of Guyana, of Rivers and Plains, czyli narodowego hymnu Gujany, obowiązującego od 1966 roku.
Był nauczycielem w New Amsterdam In-Service Teachers Training Programme, a od 1963 roku kapłanem anglikańskim w Kościele Wszystkich Świętych w New Amsterdam (od 1949 roku pełnił posługę kapłańską w Anglii, w tym w Gloucester, St. Martin i Allington). Jest autorem słów do utworu Dear Land of Guyana, of Rivers and Plains, do którego muzykę stworzył Cyril Potter. Tekst Lukera został wybrany spośród 266 innych propozycji.